# Hans Christian Schur
Hans Christian Schur (* 27. Oktober 1983 in Horsens) ist ein ehemaliger dänischer Basketballspieler.

## Werdegang
Der 2,03 Meter große Schur verließ sein Heimatland und spielte von 2004 bis 2008 im US-Bundesstaat Florida für die Hochschulmannschaft der Lynn University. Mit 1063 erzielten Punkten setzte er sich in der ewigen Bestenliste der Hochschulmannschaft auf den sechsten Platz, den er innehatte, als er Lynn 2008 verließ. Er erlangte an der Hochschule einen Abschluss im Fach Betriebswirtschaftslehre.
In Folge seiner Rückkehr nach Dänemark spielte Schur von 2008 bis 2012 für den Erstligisten Horsens IC. Er wurde Horsens’ Mannschaftskapitän. Schur bestritt acht Länderspiele für die dänische Herrennationalmannschaft.
Im August 2021 übernahm Schur gemeinsam mit seinem Bruder die Leitung des Familienunternehmens Schur International, das Verpackungen herstellt.